# Chaerilus granulatus
Espèce
Chaerilus granulatus est une espèce de scorpions de la famille des Chaerilidae.

## Distribution
Cette espèce est endémique de la province de Bình Thuận au Viêt Nam. Elle se rencontre vers Ninh Son.

## Description
Le mâle holotype mesure 19,39 mm et la femelle paratype 16,48 mm.

## Systématique et taxinomie
Cette espèce a été décrite par Kovarík, Lowe, Hoferek, Forman et Král en 2015.

## Publication originale
- Kovarík, Lowe, Hoferek, Forman & Král, 2015 : « Two New Chaerilus from Vietnam (Scorpiones, Chaerilidae), with Observations of Growth and Maturation of Chaerilus granulatus sp. n. and C. hofereki Kovařík et al., 2014. » Euscorpius, no 213, p. 1–21 (texte intégral).